# Ernesto Geisel
Ernesto Beckmann Geisel (Bento Gonçalves (Rio Grande do Sul), 3 augustus 1907 - Rio de Janeiro, 12 september 1996) was een Braziliaanse militaire leider die president was van Brazilië vanaf 15 maart 1974 tot 15 maart 1979. Voordien was hij voorzitter van staatsoliemaatschappij Petrobras.
Deodoro da Fonseca ·
Peixoto ·
Morais ·
Campos Sales ·
Alves ·
Pena ·
Peçanha ·
Fonseca ·
Brás ·
Alves ·
Moreira ·
Pessoa ·
Bernardes ·
Luís ·
Prestes ·
(Junta van 1930) ·
Vargas ·
Linhares ·
Gaspar Dutra ·
Vargas ·
Café Filho ·
Luz ·
Ramos ·
Kubitschek ·
Quadros ·
Ranieri Mazzilli ·
Goulart ·
Ranieri Mazzilli ·
Castelo Branco ·
Costa e Silva ·
(Junta van 1969) ·
Garrastazu Médici ·
Geisel ·
Figueiredo ·
Neves ·
Sarney ·
Collor ·
Franco ·
Cardoso ·
Lula da Silva ·
Rousseff ·
Temer ·
Bolsonaro ·
Lula da Silva
- Bibliothèque nationale de France: cb12076768w (data)
- Gemeinsame Normdatei: 119460084
- International Standard Name Identifier: 0000 0000 9251 6215
- Library of Congress Control Number: n50070290
- Nationale Bibliotheek van Israël: 987007456579905171
- Nederlandse Thesaurus van Auteursnamen: 183980352
- SNAC: w6c69jbt
- Système universitaire de documentation: 082941513
- Virtual International Authority File: 79056616
- WorldCat: E39PBJjRYJpWx8DFXWxYXvF9Xd